# Villa Ruspoli
Villa Ruspoli si trova alla Pietra, Firenze. Un grande accesso del parco si trova su via Bolognese, mentre la villa vera e propria si affaccia su via Santa Marta.
La villa è del 1360 circa, costruita dai Minerbetti. Nel 1441 fu ceduta in eredità all'Ospedale di Santa Maria Nuova da Andrea Minerbetti, condottiero e ambasciatore della Repubblica. Nel 1496 fu presa in affitto da Tommaso Minerbetti, i cui discendenti la riacquistarono.
Essa prese poi il nome da Don Camillo Ruspoli, principe romano. Alla morte del proprietario fu abbandonata, per poi subire una ristrutturazione agli inizi degli anni settanta, con la cessione al Comune di Firenze di una parte del parco, aperto al pubblico.
Di fronte al monastero di Santa Marta c'è un'altra villa Ruspoli che appartenne ai Davanzati fino dal XIV secolo. 
In seguito entrambe le ville Ruspoli appartennero al conte Angiolo Galli Tassi, che nominò erede l'Ospedale di Santa Maria Nuova, nel quale resta una lapide di ringraziamento al Galli. 
Le ville divennero in seguito proprietà del Ruspoli, la cui ava paterna, Duchessa di Lucca, le riacquistò nel 1868. Sono circondate da un vasto parco.
Un'altra villa Ruspoli è in piazza dell'Indipendenza ed è di proprietà dell'Università degli studi di Firenze.